# 成羽町
成羽町（なりわちょう）は、岡山県の中西部（川上郡）に位置した町。現在は合併により高梁市となり、旧町役場は高梁市役所成羽地域局として使用されていたが2020年8月31日、高梁市成羽複合施設（たいこまるプラザ）内へ移転された後、旧町役場も解体された。

## 地理
成羽町は吉備高原に位置し、大半は高原と山林で占められている。町の中央部を流れる高梁川支流の成羽川沿いに小盆地が形成され町の中心部となっており、江戸時代は成羽藩の陣屋があった。北部の吹屋地区にはかつて銅と弁柄の鉱山があり、その元締めであった広兼氏と西江氏の邸宅が往時の権勢を偲ばせている。また、備中神楽発祥の地として現在でも盛んに神楽舞が行われている。

## 沿革
- 1889年（明治22年）6月1日 - 町村制施行により、川上郡東成羽村・成羽村・中村・吹屋村が発足。
- 1901年（明治34年）4月1日 - 川上郡東成羽村が町制を施行し成羽町となる。
- 1906年（明治39年）4月1日 - 成羽町と成羽村が合併して成羽町（2代）となる。
- 1955年（昭和30年）3月1日 - 成羽町と中村が合併して成羽町（3代）となる。
- 1955年（昭和30年）4月1日 - 吹屋町を成羽町に編入。
- 2004年（平成16年）10月1日 - 高梁市、川上郡川上町・備中町、上房郡有漢町との対等合併により新・高梁市となる。

## 教育
- 成羽町立成羽小学校
- 成羽町立日名小学校
- 成羽町立布寄小学校
- 成羽町立吹屋小学校
- 成羽町立成羽中学校
- 成羽町備中町組合立備中中学校

上記各校とも現在は高梁市立となっている。
- 岡山県立成羽高等学校

## 交通
- 町内を走る鉄道、高速道路はない。
- 町内を走る一般国道：国道313号（ロマンチック街道313）
- 町内を走る県道
  - 岡山県道33号新見川上線
  - 岡山県道35号倉敷成羽線
  - 岡山県道85号高梁坂本線
  - 岡山県道300号宇治下原線
  - 岡山県道435号宇治長屋線
  - 岡山県道436号布寄下原線
  - 岡山県道438号西山布寄線

## 放送
- 成羽町有線テレビジョン

## 名所・旧跡・観光スポット・祭事・催事
- 吹屋ふるさと村
  - 旧片山家住宅
  - 吹屋ふるさと村郷土館
  - ラ・フォーレ吹屋
  - 旧高梁市立吹屋小学校
  - 広兼邸
  - ベンガラ館
  - 笹畝坑道
  - 西江邸
- 高梁市成羽美術館
- 鶴首城
- 羽山渓
- 夫婦岩
- 成羽愛宕大花火
- 備中神楽

## 成羽町出身の有名人
- 伊藤謙介（元京セラ会長）
- 川上始（第2代阪神相互銀行社長、神戸銀行取締役）
- 川上六馬（厚生省医務局長、国立がん研究センター設立関与）
- 木口小平（日本陸軍のラッパ手）
- 児島虎次郎（洋画家）
- たける（漫才師、東京ホテイソンのメンバー）
- 田村雄一（京都大学物理学部名誉教授）
- 中川紫郎（映画監督）
- 難波英夫（社会運動家）
- 広兼篤郎（第7回日本選手権200mハードル優勝、元日本陸連理事）
- 丸濱徹郎（三菱スペース・ソフトウエア取締役、トンネル内無線通信開発）
- 宮脇昭（生態学者）